# Sigmund Jähn

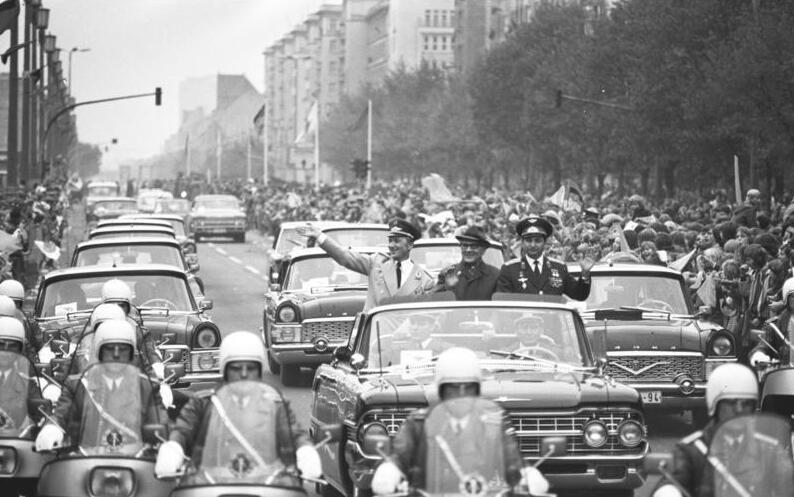
Sigmund Jähn desfilando em carro aberto em Berlim após a volta do espaço, junto com seu companheiro de missão, o soviético Valery Bykovsky e o líder da Alemanha Oriental, Erich Honecker.

Sigmund Werner Paul Jähn (Morgenröthe-Rautenkranz, 13 de fevereiro de 1937 - Strausberg, 21 de setembro de 2019) foi o primeiro cosmonauta alemão.
Nascido na Saxónia, Jähn entrou para a Força Aérea da então República Democrática Alemã em 1955, formando-se como piloto e cientista militar no fim dos anos 50. Na década seguinte, cursou a academia militar da antiga União Soviética, retornando depois à Alemanha, onde trabalhou na administração da força aérea nacional, na área de segurança de voo.
Em fins de 1973, foi seleccionado pelas autoridades do programa espacial soviético para se tornar o primeiro cosmonauta alemão a integrar o programa espacial Intercosmos, criado para estreitar as relações políticas e científicas entre a então URSS e seus aliados da Europa Oriental, passando os dois anos seguintes em treinamento na Cidade das Estrelas, perto de Moscou.

## Missão
Em 1978, Jähn subiu ao espaço a bordo da missão Soyuz 31 para uma estada de uma semana em órbita da estação russa Salyut 6, retornando na Soyuz 29. Com este voo, foi celebrado pelas duas Alemanhas como o primeiro alemão a ir ao espaço, algo não muito comum naqueles dias da Guerra Fria, pois cada um dos estados alemães, ocidental e oriental, considerava que todo o feito militar realizado por cidadãos seus era considerado exclusivamente de cada um dos seus Estados.
Após a reunificação da Alemanha a partir de 1990, tornou-se consultor da agência espacial alemã reunificada e da Agência Espacial Europeia, a posterior agência espacial europeia, até se retirar em 2002.

## Factos
O asteróide 17737 Sigmund Jähn foi assim denominado em sua homenagem.
Jähn, figura ícone da antiga Alemanha Oriental, é parte do enredo do filme Adeus, Lenin!